# Кройсен
Кройсен (нем. Creußen) — город и городская община  в Германии, в Республике Бавария. 
Подчинён административному округу Верхняя Франкония. Входит в состав района Байройт. Подчиняется управлению Кройсен.  Население составляет 4687 человек (на 31 декабря 2010 года). Занимает площадь 66,48 км². Официальный код  —  09 4 72 127. Местные регистрационные номера транспортных средств (коды автомобильных номеров) (нем. Kraftfahrzeugkennzeichen) — BT.

## Население
По оценке на 31 декабря 2015 года население общины Кройсен составляет 4883 чел. 

| Дата      | 1840 | 1871 | 1900 | 1925 | 1939 | 1950 | 1961 | 1970 | 1987 | 2011 |
| --------- | ---- | ---- | ---- | ---- | ---- | ---- | ---- | ---- | ---- | ---- |
| Население | 4293 | 4101 | 3434 | 3291 | 3342 | 5303 | 4614 | 4887 | 4704 | 4835 |

| Год       | 1960 | 1970 | 1980 | 1990 | 2000 | 2009 | 2010 | 2011 | 2012 | 2013 | 2014 | 2015 |
| --------- | ---- | ---- | ---- | ---- | ---- | ---- | ---- | ---- | ---- | ---- | ---- | ---- |
| Население | 4472 | 4813 | 4751 | 4793 | 4830 | 4694 | 4687 | 4814 | 4802 | 4833 | 4849 | 4883 |

## Известные уроженцы
- Зейлер, Георг Фридрих (1733—1807) — немецкий богослов